# وليد صالح
وليد صالح لاعب كرة قدم قطري، ولد في (7 فبراير 1992).
لعب سابقاً في نادي الوكرة ونادي معيذر.

## روابط خارجية
- وليد صالح على موقع Soccerway.com (الإنجليزية)